# محمد علی بامعمر
محمد علی بامعمر (عربی: محمد علي بامعمر؛ زادهٔ ۱۹ نوامبر ۱۹۸۹) بازیکن فوتبال اهل مراکش است.
از باشگاه‌هایی که در آن بازی کرده‌است می‌توان به باشگاه فوتبال الرجا، باشگاه فوتبال فاسی و باشگاه فوتبال ارتش سلطنتی مراکش اشاره کرد.